# Роу, Пол
Пол Эдвард Роу (англ. Paul Edward Rowe; 5 мая 1914, Сомервилл — 28 августа 1993, Винневуд) — американский хоккеист, левый нападающий; бронзовый призёр зимних Олимпийских игр 1936 года.

## Биография
Выпускник Бостонского университета (1935 год), занимался хоккеем с шайбой и гольфом. В хоккее выступал на протяжении трёх лет на позиции левого нападающего и был вице-капитаном команды на последнем курсе. Капитан команды по гольфу на последнем курсе. В 1936 году завоевал со сборной США бронзовые медали зимних Олимпийских игр в Гармиш-Партенкирхене, после выступал за любительский «Бостон Олимпикс» и выиграл любительский чемпионат в 1938 году. После работал советником в рекламной компании, также занимался страхованием.